# Strmec, Velike Lašče
Strmec este o localitate din comuna Velike Lašče, Slovenia, cu o populație de 8 locuitori.